# Granofiri
I granofiri sono rocce della famiglia del granito, precisamente sono dei porfidi granitici con tessitura granofirica o micrografica della pasta di fondo.
I granofiri sono spesso associati con rocce effusive di pari composizione chimica, e rappresentano prodotti di cristallizzazione del magma granitico in condizioni subvulcaniche.
Le proporzioni di quarzo e feldspato nei granofiri corrispondono esattamente all'eutettico del sistema quarzo-ortoclasio-albite, e la loro struttura è analoga a quella osservata in alcune leghe metalliche che rappresentano eutettici di sistemi multipli.